# King of the Kill
King of the Kill – czwarty album studyjny kanadyjskiej grupy muzycznej Annihilator. Wydawnictwo ukazało się 10 października 1994 roku nakładem wytwórni muzycznej Music For Nations.
W ramach promocji do utworu "King of the Kill" został zrealizowany teledysk.

## Lista utworów
Opracowano na podstawie materiału źródłowego.
1. "The Box" (muz. i sł. Jeff Waters) – 05:30
2. "King of the Kill" (muz. i sł. Jeff Waters, John Bates) – 03:13
3. "Annihilator" (muz. i sł. Jeff Waters, John Bates) – 04:28
4. "Bad Child" (muz. i sł. Jeff Waters) – 03:40
5. "21" (muz. i sł. Jeff Waters) – 04:25
6. "Bliss" (muz. Jeff Waters) – 00:51
7. "Second to None" (muz. i sł. Jeff Waters, Aaron Randall) – 05:16
8. "Hell Is a War" (muz. i sł. Jeff Waters) – 05:20
9. "Speed" (muz. i sł. Jeff Waters) – 04:36
10. "In the Blood" (muz. i sł. Jeff Waters, Ralph Murphy) – 04:20
11. "Catch the Wind" (muz. Jeff Waters) – 03:50
12. "Fiasco (The Slate)" (muz. i sł. Jeff Waters) – 00:09
13. "Fiasco" (muz. i sł. Jeff Waters) – 03:56

## Twórcy
Opracowano na podstawie materiału źródłowego.
- Randy Black – perkusja
- Jeff Waters – gitara prowadząca, gitara rytmiczna, gitara basowa, wokal prowadzący, produkcja muzyczna

## Wydania
| Rok  | Nr katalogowy | Format    | Wytwórnia         | Region          | Źródło |
| ---- | ------------- | --------- | ----------------- | --------------- | ------ |
| 1994 | CDMFN 171     | CD, Album | Music For Nations | Wielka Brytania | [ 5 ]  |
| 1994 | CDMFN 171     | CD, Album | Music For Nations | Kanada          | [ 5 ]  |